# Пољска на Европском првенству у атлетици у дворани 2021.
Пољска је учествовала на 36. Европском првенству у дворани 2021 који се одржао у Торуњу, Пољска, од 4. до 7. марта. Ово је било тридесет шесто европско првенство у атлетици у дворани од његовог оснивања 1970. на којем је Пољска учествовала, односно учествовала је на свим првенствима до данас. Репрезентацију Пољске представљало је 36 спортиста (20 мушкараца и 16 жена), који су се такмичили у 18 дисциплина (10 мушких и 8 женских).
На овом првенству Пољска је заузела 9. место по броју освојених медаља са 10 медаља (1 златна, 5 сребрних и 4 бронзане). У табели успешности према броју и пласману такмичара који су учествовали у финалним такмичењима (првих 8 такмичара) Пољска је са 18 учесника у финалу заузела 2. место са 90 бодова.
| Пл. | Земља  | 1. место | 2. место | 3. место | 4. место | 5. место | 6. место | 7. место | 8. место | Бр. фин.-Бод. |
| --- | ------ | -------- | -------- | -------- | -------- | -------- | -------- | -------- | -------- | ------------- |
| 2.  | Пољска | 1−8      | 5−35     | 4−24     | 1−5      | 1−4      | 3−9      | 2−4      | 1−1      | 18−90         |

## Учесници
| Мушкарци: - Ремигиуш Олжевски — 60 м - Пжемислав Словиковски — 60 м - Доминик Копећ — 60 м - Кајетан Душински — 400 м - Патрик Добек — 800 м - Матеуш Борковски — 800 м - Адам Кшчот — 800 м - Марћин Левандовски — 1.500 м, 3.000 м - Михал Розмис — 1.500 м, 3.000 м - Адам Червински — 1.500 м - Дамјан Чикјер — 60 м препоне - Артур Нога — 60 м препоне - Кжиштоф Киљан — 60 м препоне - Пјотр Лисек — Скок мотком - Роберт Собера — Скок мотком - Павел Војћеховски — Скок мотком - Адријан Свидерски — Троскок - Михал Харатик — Бацање кугле - Јакуб Шишковски — Бацање кугле - Павел Вјесјолек — Седмобој | Жене: - Катажина Соколска — 60 м - Јустина Свјенти-Ерсетик — 400 м, 4 x 400 м - Ангелика Ћихоцка — 800 м - Јоана Јозвик — 800 м - Ана Вјелгош — 800 м - Мартина Галант — 1.500 м - Клаудија Казимјерска — 1.500 м - Пиа Скжишовска — 60 м препоне - Каролина Колечек — 60 м препоне - Наталија Качмарек — 4 x 400 м - Малгожата Холуб-Ковалик — 4 x 400 м - Корнелија Лесјевич — 4 x 400 м - Александра Гаворска — 4 x 400 м - Клаудија Кардаш — Бацање кугле - Адријана Сулек — Петобој - Паулина Лигарска — Петобој |  |

## Освајачи медаља (10)

### Злато (1)
- Патрик Добек — 800 м

### Сребро (5)
- Матеуш Борковски — 800 м
- Марћин Левандовски — 1.500 м
- Михал Харатик — Бацање кугле
- Јустина Свјенти-Ерсетик — 400 м
- Јоана Јозвик — 800 м

### Бронза (4)
- Пјотр Лисек — Скок мотком
- Павел Вјесјолек — Седмобој
- Ангелика Ћихоцка — 800 м
- Наталија Качмарек, 
 Малгожата Холуб-Ковалик, 
 Корнелија Лесјевич, 
 Александра Гаворска — 4 x 400 м

## Резултати

### Мушкарци
| Атлетичар             | Дисциплина   | Лични рекорд | Квалификације   | Квалификације   | Полуфинале            | Полуфинале            | Финале                                   | Финале       | Детаљи                                   |
| Атлетичар             | Дисциплина   | Лични рекорд | Резултат        | Место           | Резултат              | Место                 | Резултат                                 | Место        | Детаљи                                   |
| --------------------- | ------------ | ------------ | --------------- | --------------- | --------------------- | --------------------- | ---------------------------------------- | ------------ | ---------------------------------------- |
| Ремигиуш Олжевски     | 60 м         | 6,59         | 6,68 (.673) КВ  | 1. у гр. 2      | 6,60 кв               | 3. у гр. 3            | 6,66                                     | 6 / 63 (65)  |                                          |
| Пжемислав Словиковски | 60 м         | 6,65         | 6,68 (.672) кв  | 3. у гр. 9      | 6,68 (.674)           | 5. у гр. 3            | Нису се квалификовали                    | 17 / 63 (65) |                                          |
| Доминик Копећ         | 60 м         | 6,66         | 6,69 (.689) кв  | 3. у гр. 6      | 6,69 (.690)           | 8. у гр. 1            | Нису се квалификовали                    | 23 / 63 (65) |                                          |
| Кајетан Душински      | 400 м        | 46,85        | 46,94 КВ        | 2. у гр. 8      | 47,26                 | 3. у гр. 2            | Нису се квалификовали                    | 12 / 48 (49) |                                          |
| Патрик Добек          | 800 м        | 1:47,11      | 1:48,82 КВ      | 1. у гр. 2      | 1:47,56 КВ            | 2. у гр. 1            | 1:46,81 ЛР                               |              |                                          |
| Матеуш Борковски      | 800 м        | 1:46,20      | 1:47,78 КВ      | 2. у гр. 5      | 1:45,79 КВ, ЛР        | 1. у гр. 2            | 1:46,90                                  |              |                                          |
| Адам Кшчот            | 800 м        | 1:44,57 НР   | 1:50,53 КВ      | 1. у гр. 4      | 1:47,98 КВ            | 2. у гр. 3            | 1:47,23                                  | 4 / 38 (39)  |                                          |
| Марћин Левандовски    | 1.500 м      | 3:35,71 НР   | 3:39,78 КВ      | 1. у гр. 4      |                       |                       | 3:38,06                                  |              |                                          |
| Михал Розмис          | 1.500 м      | 3:36,10      | 3:40,92 КВ      | 2. у гр. 1      | 3:40,11               | 6 / 50 (51)           |                                          |              |                                          |
| Адам Червински        | 1.500 м      | 3:41,20      | 3:45,13         | 5. у гр. 3      | Није се квалификовао  | 39 / 50 (51)          | Архивирано на веб-сајту (30. април 2021) |              |                                          |
| Марћин Левандовски    | 3.000 м      | 7:51,69      | Нису стартовали | Нису стартовали | Нису се квалификовали | Нису се квалификовали |                                          |              |                                          |
| Михал Розмис          | 3.000 м      | 7:58,78      | Нису стартовали | Нису стартовали | Нису се квалификовали | Нису се квалификовали |                                          |              |                                          |
| Дамјан Чикјер         | 60 м препоне | 7,54         | 7,57 КВ         | 1. угр. 3       | 7,59 КВ               | 1. угр. 3             | 7,63 (.626)                              | 6 / 35       | Архивирано на веб-сајту (30. април 2021) |
| Кжиштоф Киљан         | 60 м препоне | 7,65         | 7,73 КВ         | 3. у гр. 4      | 7,84                  | 5. у гр. 1            | Нису се квалификовали                    | 19 / 35      | Архивирано на веб-сајту (30. април 2021) |
| Артур Нога            | 60 м препоне | 7,64         | 7,84 КВ         | 3. у гр. 5      | 7,76                  | 7. у гр. 2            | Нису се квалификовали                    | 16 / 35      | Архивирано на веб-сајту (30. април 2021) |
| Пјотр Лисек           | Скок мотком  | 6,00 НР      | 5,70 кв         | 3.              |                       |                       | 5,80 =ЛРС                                |              |                                          |
| Роберт Собера         | Скок мотком  | 5,81         | 5,60 кв         | 4.              | 5,50                  | 7 / 14 (15)           |                                          |              |                                          |
| Павел Војћеховски     | Скок мотком  | 5,90         | 5,35            | 13.             | Није се квалификовао  | 13 / 14 (15)          |                                          |              |                                          |
| Адријан Свидерски     | Троскок      | 16,75        | 16,45 кв        | 4.              | 16,36                 | 8 / 15                |                                          |              |                                          |
| Михал Харатик         | Бацање кугле | 21,83        | 21,02 КВ        | 2.              | 21,47                 |                       |                                          |              |                                          |
| Јакуб Шишковски       | Бацање кугле | 20,56        | 20,12           | 10.             | Није се квалификовао  | 10 / 13               |                                          |              |                                          |

#### седмобој
| Дисциплина   | Павел Вјесјолек | Павел Вјесјолек | Павел Вјесјолек | Павел Вјесјолек | Павел Вјесјолек | Павел Вјесјолек |
| Дисциплина   | Лич. рек.       | Резултат        | Бод.            | Плас.           | Укупно          | Плас.           |
| ------------ | --------------- | --------------- | --------------- | --------------- | --------------- | --------------- |
| 60 м         | 6,94            | 6,95            | 900             | 4.              | 900             | 4.              |
| Скок удаљ    | 7,44            | 7,31            | 888             | 7.              | 1.788           | 5.              |
| Бацање кугле | 15,63           | 15,27           | 806             | 4.              | 2.594           | 4.              |
| Скок увис    | 1,99            | 2,01 ЛРС        | 813             | 8.              | 3.407           | 5.              |
| 60 м препоне | 8,10            | 8,27            | 915             | 8.              | 4.322           | 5.              |
| Скок мотком  | 5,10            | 5,20 ЛР         | 972             | 2.              | 5.294           | 3.              |
| 1.000 м      | 2:41,39         | 2:43,13 ЛРС     | 839             | 4.              | 6.133           | 3.              |
| Седмобој     | 6.103           |                 |                 |                 | 6.133 ЛР        |                 |

### Жене
| Атлетичарка             | Дисциплина   | Лични рекорд | Квалификације     | Квалификације | Полуфинале            | Полуфинале            | Финале                | Финале       | Детаљи                                   |
| Атлетичарка             | Дисциплина   | Лични рекорд | Резултат          | Место         | Резултат              | Место                 | Резултат              | Место        | Детаљи                                   |
| ----------------------- | ------------ | ------------ | ----------------- | ------------- | --------------------- | --------------------- | --------------------- | ------------ | ---------------------------------------- |
| Катажина Соколска       | 60 м         | 7,30         | 7,46 (.454)       | 5. у гр. 2    | Није се квалификовала | Није се квалификовала | Није се квалификовала | 33 / 37      | Архивирано на веб-сајту (30. април 2021) |
| Јустина Свјенти-Ерсетик | 400 м        | 51,37 НР     | 52,06 КВ          | 1. у гр. 3    | 51,34 КВ, НР, ЛР      | 1. у гр. 2            | 51,41                 |              |                                          |
| Јоана Јозвик            | 800 м        | 1:59,29      | 2:05,19 КВ        | 1. у гр. 2    | 2:03,15 КВ            | 1. у гр. 2            | 2:04,00               |              | Архивирано на веб-сајту (30. април 2021) |
| Ангелика Ћихоцка        | 800 м        | 2:00,37      | 2:04,06 (.057) КВ | 2. у гр. 6    | 2:03,18 КВ            | 1. у гр. 3            | 2:04,15               |              | Архивирано на веб-сајту (30. април 2021) |
| Ана Вјелгош             | 800 м        | 2:03,41      | 2:02,79 КВ, ЛР    | 1. у гр. 5    | 2:05,29               | 5. у гр. 1            | нису се квалификовале | 15 / 34 (35) |                                          |
| Мартина Галант          | 1.500 м      | 4:05,22      | 4:16,78           | 4. у гр. 3    |                       |                       | нису се квалификовале | 9 / 22       |                                          |
| Клаудија Казимјерска    | 1.500 м      | 4:14,92      | 4:18,24           | 6. у гр. 2    | 19 / 22               |                       | нису се квалификовале |              |                                          |
| Пиа Скжишовска          | 60 м препоне | 7,98         | 7,96 КВ, ЛР       | 1. у гр. 3    | 7,88 КВ, ЛР           | 1. у гр. 3            | 7,95                  | 5 / 40 (44)  | Архивирано на веб-сајту (30. април 2021) |
| Каролина Колечек        | 60 м препоне | 7,96         | 7,98 КВ           | 1. у гр. 6    | 8,12 (.119)           | 5. у гр. 1            | Није се квалификовала | 14 / 40 (44) | Архивирано на веб-сајту (30. април 2021) |
| Наталија Качмарек       | 4 х 400 м    | 3:26,09 НР   |                   |               |                       |                       | 3:29,94               |              |                                          |
| Малгожата Холуб-Ковалик | 4 х 400 м    | 3:26,09 НР   |                   |               |                       |                       | 3:29,94               |              |                                          |
| Корнелија Лесјевич      | 4 х 400 м    | 3:26,09 НР   |                   |               |                       |                       | 3:29,94               |              |                                          |
| Александра Гаворска     | 4 х 400 м    | 3:26,09 НР   |                   |               |                       |                       | 3:29,94               |              |                                          |
| Клаудија Кардаш         | Бацање кугле | 18,63        | 17,81             | 12.           |                       |                       | Није се квалификовала | 12 / 17      | Архивирано на веб-сајту (30. април 2021) |

#### Петобој
| Дисциплина   | Паулина Лигарска | Паулина Лигарска | Паулина Лигарска | Паулина Лигарска | Паулина Лигарска | Паулина Лигарска |
| Дисциплина   | Лич. рек.        | Резултат         | Бод.             | Плас.            | Укупно           | Плас.            |
| ------------ | ---------------- | ---------------- | ---------------- | ---------------- | ---------------- | ---------------- |
| 60 м препоне | 8,69             | 8,67 ЛР          | 980              | 12.              | 980              | 12.              |
| Скок увис    | 1,79             | 1,80 ЛР          | 978              | 3.               | 1.958            | 9.               |
| Бацање кугле | 13,76            | 13,59            | 767              | 7.               | 2.725            | 7.               |
| Скок удаљ    | 6,04             | 6,14 ЛР          | 893              | 5.               | 3.618            | 5.               |
| 800 м        | 2:20,05          | 2:16,88 ЛР       | 866              | 7.               | 4.484            | 7.               |
| Петобој      | 4.405            |                  |                  |                  | 4.484 ЛР         | 7 / 10 (12)      |

| Дисциплина   | Адријана Сулек | Адријана Сулек | Адријана Сулек | Адријана Сулек | Адријана Сулек | Адријана Сулек |
| Дисциплина   | Лич. рек.      | Резултат       | Бод.           | Плас.          | Укупно         | Плас.          |
| ------------ | -------------- | -------------- | -------------- | -------------- | -------------- | -------------- |
| 60 м препоне | 8,51           | 8,51 =ЛР       | 1.015          | 10.            | 1.015          | 10.            |
| Скок увис    | 1,83           | 1,77           | 941            | 4.             | 1.956          | 10.            |
| Бацање кугле | 12,35          | 12,53 ЛР       | 696            | 9.             | 2.652          | 10.            |
| Скок удаљ    | 6,04           | 5,80           | 789            | 9.             | 3.441          | 8.             |
| 800 м        | 2:16,97        | 2:22,52        | 790            | 10.            | 4.231          | 9.             |
| Петобој      | 4.442          |                |                |                | 4.231          | 9 / 10 (12)    |